# K-Mob
K-MOB ist eine deutsche Ska-Band aus Hamburg. Die Gruppe gründete sich 2003 als Nachfolgeband des Hamburger Kurorchesters.
Die neunköpfige Band spielt traditionellen Ska, vermischt mit Soul- und Reggae-Elementen. K-Mob absolvierten seit ihrer Gründung über 100 Konzerte.
2005 entstand Cushdy. Das Album erschien bei Elmo, einem Sublabel von Grover Records. Auf dem Longplayer wirkte auch Dr. Ring-Ding an zwei Stücken mit. In der folgenden Zeit veranstalteten sie Reggaepartys in eigener Regie als K-Mob-DJ-Team und legendäre Barkassen-Konzerte auf der Elbe.
2008 erschien der zweite Longplayer Show de Hipnosis, erneut bei Elmo. Als Gäste auf der Platte sind dieses Mal Carsten Friedrichs, Sänger der Hamburger Band Superpunk, und die erste Damenmannschaft des FC St. Pauli vertreten. 

## Diskografie

### Alben
- 2003: Reggae Crown CD
- 2005: Cushdy (Elmo Records)
- 2008: Show de Hipnosis (Elmo Records)

### Samplerbeiträge
- 2003: Fischsound
- 2003: Rinn Inne Pann Fanzine
- 2003: Bouncing of the Ska Sampler, Skalp Rec.
- 2004: Tod der CD vol.III, Strictly Commercial Records
- 2005: Freiheit für die Kurven
- 2005: Our Small Tribute To Blondie (Track Dreaming, Trash 2001)
- 2006: Rat-Sharp Ska
- 2007: Skanking Night Vol.1